# Грёнвикский стекольный завод
Грёнвикский стекольный завод (швед. Grönvik glasbruk, фин. Grönvikin lasitehdas) ― ныне не существующее предприятие по производству изделий из стекла, располагавшееся в селе Грёнвик (ныне ― община Корсхольм, область Варсинайс-Суоми). Завод был основан купцом Йоханом Грёнбергом и существовал между 1812 по 1907 годом. В Грёнвике располагался целый ряд производств. Поначалу изготавливались первые бутылки и стаканы, но к началу 1890-х ― в основном только оконные стёкла и фармацевтическое стекло. Стекольный завод выпускал первое в Финляндии прессованное стекло, которое появилось здесь в 1840-х годах. Собственно финляндский рынок стекольных изделий во времена существования завода был сравнительно неразвитым, поэтому стеклянные изделия преимущественно вывозились в Любек, Санкт-Петербург, Стокгольм, в Данию, а также в другие уголки Европы. Грёнвикский стекольный завод на протяжении многих десятков лет был способен успешно отстаивать свои позиции на рынке, несмотря на конкуренцию со стороны других стекольных заводов в Финляндии. В конце концов, он стал самым выдающимся их всех них и крупнейшим во всей Северной Европе.
Грёнвикский стекольный завод оказывал большое влияние на развитие близлежащих районов. Руководству завода приходилось закупать дрова и пепел у посторонних поставщиков. Лесные территории, принадлежавшие заводу, не подвергались вырубке ради получения дров, а выращивались с целью дальнейшего их использования для получения корабельного леса. Завод создавал большое количество рабочих мест, тем самым противодействовал миграции из окрестных деревень в более крупные селения: значительное количество жителей деревень Юнгсунд и Искмо трудились в Грёнвике. Стеклодувы, чьи профессиональные навыки в то время высоко ценились, часто приезжали работать на завод издалека: среди них были работники из Бельгии, Франции, Германии и Швеции. Рабочий посёлок, в котором говорили на множестве языков Европы, также кипел жизнью во времена расцвета стекольного завода.
Работа над непосредственным изготовлением стекла обычно велась в течение восьми месяцев в году, после чего она приостанавливалась для чистки плавильных печей. Сотрудникам, однако, выплачивали заработную плату и в течение этого четырёхмесячного периода. Для рабочих были построены жилые помещения: в самые благополучные времена завода их число составляло около сотни. Летом ящики со стеклянной продукцией перевозились по воде в город Вааса посредством буксира.
Вместе с заводом в течение некоторого времени также функционировали небольшие предприятия по изготовлению глиняных изделий и судостроительный док, основанный Йоханом Грёнбергом, где были построены несколько кораблей. В 1831―1876 гг. работала бумажная фабрика, которую опять-таки основал Грёнберг. Кроме того при главном предприятии работали черепичный завод и кузница. Главный корпус стекольного завода располагался а здании, ныне известном как Грёнвикский особняк. После пожара 1917 года единственными сохранившимися зданиями стеклозавода являются данный особняк и развалины конюшни, возведенной в 1832 году. При заводе росли сады, и в целом культура садоводства для своего времени и региона здесь была весьма развитой. К западу от особняка до сих пор располагается большой сад, который был заложен ещё в самые ранние времена существования стеклозавода.

## История

### 1812―1843

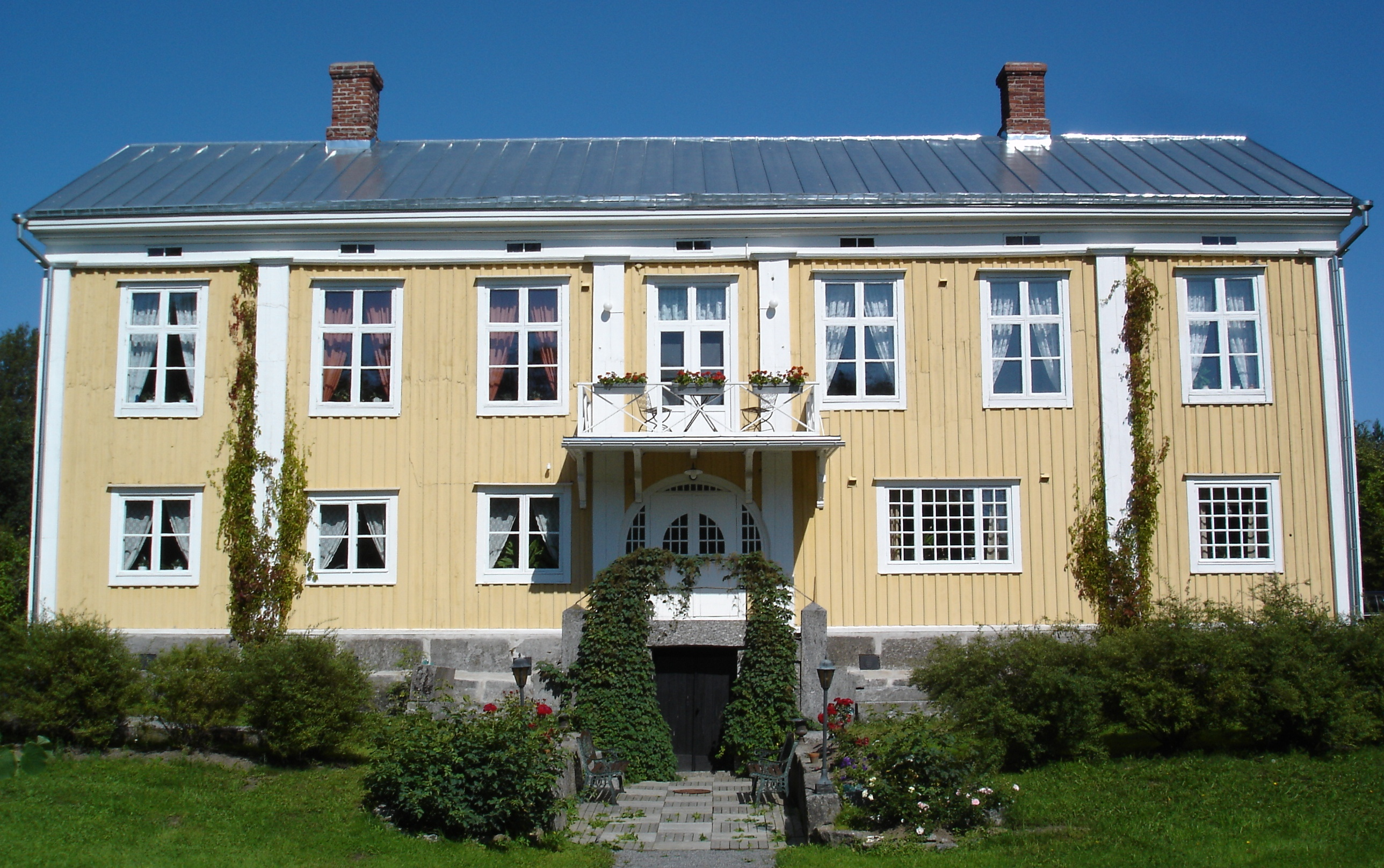
Грёнвикский особняк ― здание, в котором располагался главный корпус стекольного завода

Вероятно, вследствие Русско-шведской войны 1808—1809 годов, Бергский стекольный завод оказался закрыт, что привело к дефициту различных изделий из стекла в районе вокруг города Вааса. Более того, город находился на большом расстоянии от других действовавших стекольных заводов, поэтому доставка сюда стеклянных изделий было дело хлопотным и дорогостоящим, поэтому цены на стекло резко возросли. Для устранения дефицита шведский торговец Йохан Грёнберг (1777―1843) из Ваасы 23 марта 1812 года подал в Императорский Совет министров в Турку ходатайство о разрешении на постройку стекольного завода на земле, которую он приобрёл двумя неделями ранее. 30 июля ходатайство было удовлетворено и Грёнбергу была предоставлена лицензия на производство. Хотя, вероятно, занялся постройкой сооружений он ещё примерно в конце зимы и ранней весной до этого. Он же обнаружил природные богатства местности, до этого никем не замеченные. Стекольный завод был построен на побережье. Место было выбрано удачно: здесь можно было обустроить хорошую гавань, чтобы облегчить доставку сырья и отправку готовых изделий. На берегу было много песка и кремния, необходимых для производства стекла. Архипелаг с обширными лесными массивами также позволил обеспечить топливо для стекольного завода. Путь на юг до Ваасы составлял около 25 км по земле и 35 км по воде. Если в это же время Бергский стекольный завод, как это ныне предполагается, прекратил свою деятельность, это означало, что Грёнвикский завод стал единственным в своём роде в северной Финляндии. Для предприятия это открывало большие перспективы.
Осенью 1813 завод начал производство. Профессиональные стеклодувы, умения которых были необходимы, были приглашены Грёнбергом сначала из Швеции, а затем также из Бельгии и Франции. В первый же год прибыли пятеро или шестеро стеклодувов, позднее на работу были приняты ещё некоторые. В основном они все были иностранцами. Повседневные вопросы управления были возложено на бухгалтеров и инспекторов, нанятых Грёнбергом. Сам он постоянно проживал в Ваасе. Вероятно, основная задача перед ним состояла в том, чтобы получить больше древесины в качестве топлива для стекольного завода. Для этой цели Грёнбергу приобрёл множество близлежащих усадеб. В конце концов, он овладел третью земель деревень Искмо и Юнгсунд. По его заказу были проведены обширные дренажные работы, частично с целью обеспечения производства водными ресурсами.

### 1843―1878
Юхан Август Грёнберг (1811―1871), второй сын Йохана Грёнберга, стал владельцем завода после смерти своего отца. Однако такими же большими предпринимательскими талантами, как отец, он не обладал, поэтому стекольный завод при нём понёс потери. После смерти Юхана Августа в 1871 году, его вдова Мария Августа Рошье продолжила управление стеклозаводом с помощью своего брата Густава Рошье. Бутылки и оконные стекла стали основной продукцией предприятия. Однако когда заводом стал управлять Аксель Грёнберг, сын Юхана Августа Грёнберга и Августы Марии Рошье, ассортимент изделий снова стал таким же, каков он был во времен Йохана Грёнберга.

### 1878―1907
Морской капитан Аксель Грёнберг был владельцем Грёнвикского завода с 1878 года. При нём была проведена масштабная реконструкция фабрики. Число сотрудников увеличилось с 16 до 58. Под его руководством стеклозавод пережил большой подъём, и к этому же времени наступил её расцвет за всю историю существования предприятия.
Во время своей поездки в Бельгию Аксель узнал о новых способах стекловарения. По возвращении домой в 1883 году он разработал план внедрения нового оборудования: среди всего прочего, там появились две дополнительные печи к существующим шести, а в топках начал использоваться газ вместо дров. В жилых домах также появился газопровод. В то же время производство зелёного оконного стекла, небольших стеклянных изделий и бутылок было прекращено, а вместо них было начато изготовление светлых оконных стёкол. Осенью 1885 года на заводе произошёл крупный пожар, полностью уничтоживший одно крыло здания фабрики. В 1887 случился ещё один пожар, но уже в самое ближайшее время фабрика была восстановлена в том виде, в котором она существовала до происшествия. 22 марта 1890 года на предприятии огонь вспыхнул в третий раз; но и тогда фабрика была восстановлена и даже расширена: после этого она насчитывала уже 18 печей, которые питались от пяти генераторов. В то время на предприятии работали около 50 человек.
8 апреля 1891 года произошёл ещё один пожар, после которого Аксель Грёнберг предпринял новую ознакомительную поездку в Бельгию и ещё глубже ознакомился с тонкостями организации стекольных предприятий. Когда он вернулся, он приобрёл патент Эмиля Гоббенса на его оконное стекло и пригласил двух французских инженеров, Дезире де Бруэна и Боуна Энфантина, которые занялись непосредственным руководством работ по восстановлению завода. Тогда же на предприятии был построен бассейн непрерывной плавки. Поскольку эта новая печь была намного более энергоэффективной, работу необходимо было проводить постоянно и днём и ночью, в три смены круглосуточно. Однако эта печь функционировала не более двух месяцев в году, поскольку на ней производилось очень большое количество изделий. В начале XX века предприятие стало одним из крупнейших производителей оконного стекла в скандинавском регионе, а число её сотрудников составляло около 100 человек. Успех предприятия был обусловлен трудом умелых стеклодувов и доходами от продажи оконного стекла.
Период расцвета стекольного завода продолжался с 1891 по 1902 год; основная часть стеклянных изделий вывозилась в другие части Российской империи. Дела шли очень хорошо, однако, когда подобные же стекольные заводы были основаны в России и российские таможенные пошлины на стекло сильно повысились, и иностранные компании уже не могли достойно конкурировать на этом рынке. Тогда же была учреждена Ассоциация производителей оконного стекла Финляндии, а объём оконного стекла, который Грёнвикский завод имел право производить, теперь составлял лишь только 24 % потребностей Великого княжества Финляндского. Объём произведённой на заводе продукции вскоре начал превышать объём продаж, а долги предприятия всё росли. В начале XX века сам спрос на стекло тоже пошел вниз. Вскоре Грёнберг потерял платёжеспособность. Стеклозавод сначала был заложен в банк, а затем и выкуплен по цене ниже себестоимости менеджером банка Йоханном Съёдалем из Ваасы. В 1903 году завод перекупила Ассоциация производителей оконного стекла Финляндии. Производство продолжилось, а Аксель Грёнберг оставался в качестве технического руководителя вплоть до 1907 года, когда завод вновь дошёл до состояния банкротства. Тогда он и оказался полностью закрыт. К 27 апреля его сотрудники прекратили всякую работу.
Осенью 1915 года основная часть имущества, принадлежавшая предприятию, была продана трём фермерам из Юнгсунда.

## Школы в Грёнвике
Осенью 1815 года Йохано Грёнбергом была основана детская школа. Учителю платил также Грёнберг, пожертвования для школы осуществляли верующие Корсхольмского прихода. В своё время это была единственная школа в округе. В заведении преподавалось чтение и закон божий. Дети рабочих за обучение не платили, в отличие от детей крестьян близлежащих деревень.
После того в Юнгсунде также была учреждена школа, которая также начала получать финансирование из средств прихода, Грёнберг в 1840 году попытался добиться выплат для учителей Грёнвика, которые могли одновременно выступать в качестве проповедников для рабочих на стекольном заводе. Жалование предполагалось получать из дохода от приходского зернохранилища. Императорский финляндский сенат одобрил ходатайство Грёнберга 16 октября 1841 года. Однако доходы от зернохранилища оказались вовсе не столь высокими, как того ожидал Грёнберг, и неизвестно, был ли им вообще нанят какой-либо ещё учитель и проповедник. По крайней мере известно, что после смерти Грёнберга его наследники такого человека не нанимали. Однако в 1848 году приходский священник обратился к губернатору и Сенату с прошением о том, чтобы сюда прислали учителя и проповедника, однако просьба была отклонена.
Ничего не известно о школьном образовании в Грёнвике в 1850-х, 60-х и 70-х годах. Дочь рабочего на стекольном заводе стояла во главе школы для детей фабричных рабочих в течение нескольких лет около 1880 года; здесь также работал учитель в течение одного лета где-то в 1880-х годах, которого пригласил Аксель Грёнберг. В начале 1887 года были проведены небольшие сельские сходы для обсуждения возможности устройства начальной школы для Иксмо и Юнгсунда, однако такая школа была основана всё же при заводе в Грёнвике. Она была открыта в 1888 году и продолжала свою работу до 1908 года, вплоть до закрытия завода. Здание школы было самым малым в приходе по своим размерам.